# 5月22日 (旧暦)
旧暦5月22日は、旧暦5月の22日目である。六曜は友引である。

## できごと
- 天慶元年（ユリウス暦938年6月22日） - 承平より天慶に改元
- 正慶2年/元弘3年（ユリウス暦1333年7月4日） - 鎌倉幕府が滅亡。新田義貞が鎌倉に攻め込み北条高時ら一族約800人が自刃

## 誕生日
- 元文2年（グレゴリオ暦1737年6月20日） - 徳川家治、江戸幕府10代将軍（+ 1786年）
- 文化12年（グレゴリオ暦1815年6月29日） - 浅田宗伯、漢方医・儒学者（+ 1894年）
- 安政6年（グレゴリオ暦1859年6月22日） - 坪内逍遙、小説家（+ 1935年）

## 忌日
- 永初3年（ユリウス暦422年6月27日） - 武帝（劉裕）、宋の初代皇帝（* 356年）
- 正慶2年/元弘3年（ユリウス暦1333年7月4日） - 北条基時、鎌倉幕府13代執権（* 1285年）
- 正慶2年/元弘3年（ユリウス暦1333年7月4日） - 北条高時、鎌倉幕府14代執権・9代得宗（* 1303年）
- 正慶2年/元弘3年（ユリウス暦1333年7月4日） - 北条貞顕、鎌倉幕府15代執権（* 1278年）
- 暦応元年/延元3年（ユリウス暦1338年6月10日） - 北畠顕家、武将（* 1318年）
- 天正14年（グレゴリオ暦1586年7月8日） - 蜂須賀正勝、武将（* 1526年）
- 天和2年（グレゴリオ暦1682年6月27日） - 池田光政、備前岡山藩主（* 1609年）
- 宝永7年（グレゴリオ暦1710年6月18日） - 河合曾良、俳人・蕉門十哲の一人（* 1649年）
- 寛政11年（グレゴリオ暦1799年6月25日） - 麻田剛立、天文学者（* 1734年）